# ژروم سال
ژروم سال (فرانسوی: Jérôme Salle‎؛ زادهٔ ۱۹۷۱ (۵۳–۵۴ سال)) یک فیلم‌نامه‌نویس، کارگردان و تهیه‌کننده اهل فرانسه است. وی از سال ۱۹۹۷ میلادی تاکنون مشغول فعالیت بوده‌است. از آثار او می‌توان به زولو اشاره کرد که در اختتامیه جشنواره فیلم کن ۲۰۱۳ به نمایش درآمد. فیلمنامه اصلی فیلم توریست هم از اوست.
او فیلم آنتونی زیمر، زولو و ادیسه را کارگردانی کرده‌است.